# 크리미널 체이스
《크리미널 체이스》(영어: Reprisal)는 2018년에 개봉한 미국의 액션 스릴러 영화이다. 브라이언 A. 밀러가 감독을, 브라이스 해먼스가 각본을 맡았다. 미국에서는 2018년 8월 31일에, 일본에서는 2019년 2월 9일에 개봉되었다.

## 줄거리
평범한 가장 제이컵은 어느 날 자신이 일하는 은행에 강도가 들이닥치는 사건을 겪는다. 사건에 대한 책임으로 휴직 처분을 받게 된 제이컵. 이 사실을 알게 된 이웃집 주민이자 은퇴한 경찰 제임스는 제이컵의 억울함을 풀기 위해 진짜 범인을 잡기로 한다. 조금씩 사건의 진실에 가까워지는 두 사람은 마침내 범인의 은신처를 습격하게 되는데…

## 출연진
- 브루스 윌리스 - 제임스 역
- 프랭크 그릴로 - 제이컵 역
- 조너선 셱 - 게이브리얼 역
- 올리비아 컬포 - 크리스티나 역
- 콜린 에글스필드 - FBI 현장 요원 역
- 조이 엘리자베스 코리건 - 케이티 역
- 타일러 존 올슨 - 케이시 역